# Augustin Fresnel (2024)
L'Augustin Fresnel est un navire baliseur océanique construit par le chantier naval Socarenam à Boulogne-sur-Mer (France) pour l’Armement des Phares et Balises (APB), lancé en avril 2024 et mis en service en avril 2025.

## Conception
Le navire a une longueur de 54 mètres,,, une largeur de 12,7 m, et un tirant d'eau de 3,2 m en charge. Cela en fait l’un des plus grands baliseurs de l’APB. Sa jauge brute est de 1154 UMS (Universal Measurement System). Sa superstructure est en aluminium.
Sa propulsion est électrique, avec deux groupes électrogènes, Diesel Caterpillar de 830 Kw répondant à la norme TIER III, un pack de batteries lithium-ion de 720 Kw et une pile à combustible alimentée par de l'hydrogène embarqué. Cette technologie lui permet d'effectuer certaines missions en mode « zéro émission » sans rejet de CO2 ni d’autre gaz à effet de serre. De plus, la conception du baliseur est optimisée pour la réduction de la consommation énergétique, avec des panneaux photovoltaïques, un système de récupération de chaleur, une gestion intelligente des équipements électriques, et une isolation thermique renforcée,.
Le navire est doté d'un pont de travail d’une superficie de 310 m2 et d'une grue avec une capacité de levage de 15 tonnes. Un confort maximum est prévu pour l’équipage, pouvant aller jusqu’à 16 personnes, afin de lui permettre de réaliser sans fatigue excessive des campagnes d’une douzaine de jours en haute mer.

## Historique
Le navire a été conçu par le bureau d'études LMG Marin France,, à Toulouse, et construit par le naval chantier Socarenam à Boulogne-sur-Mer,,,,, (Pas-de-Calais). Avec ses dimensions impressionnantes, il est le plus gros navire jamais construit dans ce port,.
La coque du navire a été mise à l’eau le 8 avril 2024,, puis déplacée dans le bassin Napoléon pour la suite de sa construction, avec la pose de sa superstructure. La mise à l’eau était initialement prévue pour le 29 mars, mais elle a été reportée en raison du passage de la tempête Nelson.
L'Augustin Fresnel a été livré le 18 avril 2025 à l’Armement des Phares et Balises,. La veille, le 17 avril, il avait rejoint son port d'attache de Saint-Nazaire (Loire-Atlantique),,,. Le navire aura en fait deux ports-bases, Saint-Nazaire et Le Verdon-sur-Mer (Gironde),,. Il sera chargé de missions de signalisation maritime dans l’océan Atlantique, et remplacera dans ce rôle deux navires : 
- l'Atlantique, construit en 2004[4] et basé à la DIRM Nord Atlantique Manche Ouest (NAMO), qui sera prochainement revendu[2] ;
- et le Gascogne, basé à la DIRM Sud Atlantique (SA), qui a été désarmé et revendu fin 2023[2] au groupe de lamanage LHD[4].

## Origine du nom
Le nom du navire est un hommage à l’ingénieur français Augustin Jean Fresnel (1788-1827), ingénieur du corps des ponts et chaussées (École polytechnique, promotion 1804), qui est célèbre pour ses recherches dans le domaine de l’optique. Il est l’inventeur de la lentille de Fresnel.
Avant lui, il y a déjà eu deux autres navires nommés Augustin Fresnel :
- L'Augustin-Fresnel (I) était déjà un baliseur, construit en 1904 par la société en nom collectif E. de La Brosse et Fouché à Nantes pour le compte de l’Administration des ponts et chaussées. Il fut affecté au Service des phares et balises à Granville jusqu’en avril 1933. Avarié à la suite d’un abordage dans une écluse avec un trois-mâts terre-neuvier, il fut réparé et transféré en avril 1937 à son nouveau port d’attache de Saint-Malo[9].
- L'Augustin Fresnel II était également un navire baliseur. Avec 53 m de long et 660 tonneaux de jauge brute[10], il a été construit au Canada à la fin des années 1940, avec trois sister-ships qui ont servi au Havre, à Dunkerque, au Sénégal et en Tunisie[11]. Il a d'abord servi pour les Phares et Balises en mer Méditerranée, entre Marseille et la Corse. Il a été reconditionné à Bordeaux en 1990 et affecté à Pointe-à-Pitre (Guadeloupe) pour assurer l'entretien du balisage de la zone Antilles-Guyane[10],[11] en remplacement du baliseur Marius Moutet. Il est définitivement arrêté à la fin de l’année 1994, après une avarie sur sa propulsion[11] et, après dépollution totale, coulé comme récif artificiel le 9 juillet 2003[10],[12] par 28 m de profondeur dans la mer des Caraïbes au large de Bouillante (Guadeloupe). La mer fortement agitée durant le cyclone Omar l'a fait glisser jusqu'à 31 m de profondeur[12]. L'épave est en bon état, posée bien droite sur sa quille sur un fond de sable[10], et c’est un spot populaire de plongée sous-marine.